# Mooreonuphis bajacalifornica
Mooreonuphis bajacalifornica är en ringmaskart som beskrevs av León-Gonzalez 1988. Mooreonuphis bajacalifornica ingår i släktet Mooreonuphis och familjen Onuphidae. Inga underarter finns listade i Catalogue of Life.